# Anne Sofie Hammer
Anne Sofie Hammer (født 5. februar 1972) er en dansk børnebogsforfatter. Anne Sofie Hammer er uddannet cand.mag. i dansk og pædagogik og arbejdede i flere år som tekstforfatter og konceptudvikler inden for mobile marketing, inden hun i 2009 debuterede med den første bog om Villads fra Valby. Bogen blev nomineret til Orlaprisen 2010. Udover en række bøger om Villads fra Valby har Anne Sofie Hammer skrevet højtlæsningsbøgerne Hjemme hos mor får jeg altid sushi (2017) og Magda vil selv bestemme (2017), de to bøger til mellemtrinnet Paris Belinda Hansen (2014) og Vi ses, Pellerøv (2017), som vandt Læringscentrenes Forfatterpris, samt ungdomsbøgerne London kalder (2011) og Mig og Dylan Walker - eller historien om, hvordan jeg ødelagde mit sidste skoleår (2016).

## Villads fra Valby
Serien om Villads fra Valby indeholder både højtlæsningsbøger, letlæsningsbøger, billedbøger, opgavehæfter og en trafikbog produceret i samarbejde med Børneulykkesfonden. 
Bøgerne har sidenhen dannet baggrund for både en biograffilm produceret af Regner Grasten Film og to teaterstykker - Villads fra Valby og Fuld fart på Villads fra Valby - produceret af Louise Schouw Teater. 
Både Villads fra Valby og Villads fra Valby i 0.v er blevet læst højt i DR Ramasjangs serie af godnathistorier på tv.
I 2017 lancerede Børneulykkesfonden i samarbejde med Toyota deres helt nye trafikklub, Sikker i Trafikken, med Villads fra Valby som gennemgående figur.

## Priser og nomineringer
- 2010: Villads fra Valby - nomineret til Orlaprisen
- 2016: Villads fra Valby laver en film - nomineret til Orlaprisen
- 2018: Vi ses, Pellerøv - vinder Læringscentrenes Forfatterpris
- 2020: Anne Sofie Hammer modtager Søren Gyldendal Prisen
- 2021: Jeg tæller mine skridt - nomineret til Kulturministeriets Forfatterpris for Børne- og Ungdomsbøger
- 2024: Mig & Mille - i kort snor - nomineret til Orlaprisen